# اولین مرد (ترانه)
اولین مرد (انگلیسی: First Man) ترانه‌ای از خواننده کوبایی-آمریکایی کامیلا کبیو از دومین آلبوم استودیویی رمانس (۲۰۱۹) است که به عنوان چهاردهمین و آخرین آهنگ در آن ظاهر می‌شود. این ترانه توسط کبیو، جوردن رینولدز و امی ودج نوشته شده و توسط رینولدز و فینس تهیه شده‌است. این آهنگ به عنوان هفتمین و آخرین تک آهنگ آلبوم در ۲۱ ژوئن ۲۰۲۰ معرفی شد. موزیک ویدیوی رسمی «اولین مرد» روز بعد به مناسبت روز پدر منتشر شد. این شامل کلیپ‌هایی از دوران کودکی کبیو با بسیاری از فیلم‌های حاوی ویدیوهایی از او و پدرش است.